# Shekel
Cette page contient des caractères spéciaux ou non latins. S’ils s’affichent mal (▯, ?, etc.), consultez la page d’aide Unicode.
Pour les articles homonymes, voir ILS.
Le nouveau shekel, ou nouveau sheqel, (en hébreu : שֶׁקֶל חָדָשׁ, šeqel ẖadaš ; symbole : ₪ ; code ISO : ILS) est la monnaie nationale de l’État d’Israël. Le shekel est divisé en 100 agorot, pluriel d’agora.
Le shekel est également la principale monnaie utilisée dans les Territoires palestiniens occupés.

## Historique

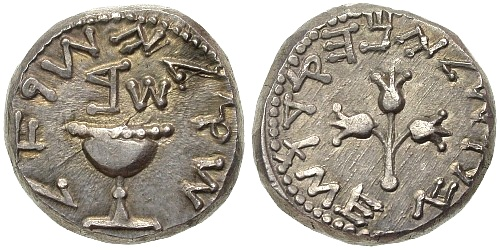
Shekel argent, Judée, v. 66-69 ap. J.-C. Inscription : « Jérusalem-la-Sainte ».

### Antiquité et traditions
Le shekel (racine š.q.l : « peser ») fait référence au sicle (en hébreu : shekel), l’unité de poids utilisée par les Hébreux (il en est fait mention dans certains passages de la Bible et il est notamment utilisé pour recenser le peuple dans le désert après la sortie d’Égypte). Le nom est lié étymologiquement au mithqal, unité de poids et monnaie arabe (racine th.q.l : « peser »). Le sicle est également une unité de poids et une monnaie utilisée en Mésopotamie depuis le IIIe millénaire av. J.-C. jusqu’au Ier siècle. Le sicle biblique correspond à 6 grammes d’argent.
Le mot « shekel » apparaît dans la Bible lors de l’achat par Abraham de la grotte de Makhpela : « Et Abraham pesa à Ephron… quatre cents sicles d’argent, monnaie courante. » (Genèse 23:16). Dans le judaïsme, lors du dernier shabbat avant le mois d’Adar, on lit une portion supplémentaire de la Thora appelée « Parachat Shkalim » (Exode 30:11-16), laquelle parle du commandement de donner un demi-sicle au Temple. En souvenir, encore aujourd’hui, dans de nombreuses communautés, on donne une somme d’argent symbolique en don à la synagogue la veille de la fête de Pourim.

### Shekel contemporain

Le symbole du nouveau shekel est constitué des lettres shin et het entremêlées.

Le 24 février 1980, le shekel a remplacé la livre israélienne comme monnaie de l’État d’Israël.
La livre israélienne avait elle-même succédé en 1952 à la livre de Palestine qui avait été instituée par les Britanniques en 1927.
Le 1er janvier 1986, après une période d'hyperinflation, le shekel est remplacé par le « nouveau shekel » (NIS), divisé en 100 agorot, au taux de 1 000 contre 1, dans la norme ISO 4217.

## Émissions monétaires

### Pièces de monnaie
Il existe des pièces de :
- 10 agorot
- 50 agorot (un demi-shekel)
- 1 shekel
- 2 shekalim (depuis le 9 décembre 2007)
- 5 shekalim
- 10 shekalim

La pièce de 1 agora n’a plus cours depuis le 1er avril 1991, celle de 5 agorot depuis le 1er janvier 2008.

Les pièces indiquent leur valeur faciale en chiffres, suivie de l’unité (agorot / shekel / shekalim) en hébreu, en anglais et parfois en arabe. Au revers est mentionné le mot « Israël » en hébreu, anglais et arabe, ainsi que l’année de production selon le calendrier hébraïque. D’autres mentions peuvent figurer, telles que le nom de la personne représentée ou, à l’occasion de séries commémoratives.
La pièce de 10 agorot reprend à l'avers le motif d’une pièce antique datant de - 37/40, émise sous le roi hasmonéen Antigone II Mattathiah.

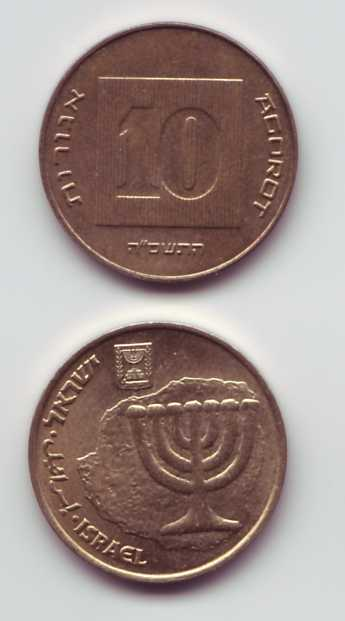
Pièce de 10 agorot.
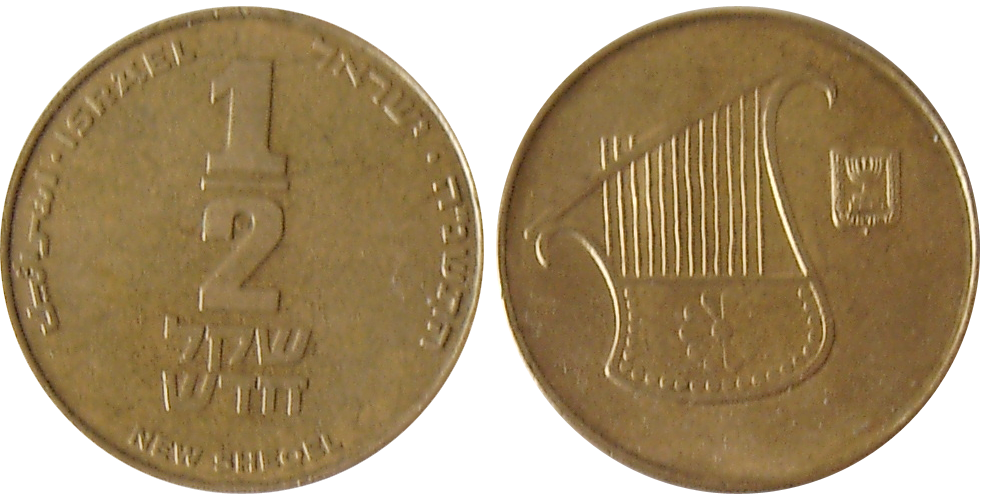
Pièce de ¹⁄₂ ש"ח.

À l'avers de la pièce de 10 shekalim figure la mention לִגְּאֻלָּת צִיּוֹן (« Pour le salut de Sion »), en hébreu ancien et moderne. Cette expression figurait sur une antique pièce juive datant de 69/70, à l’époque de la première guerre judéo-romaine (« Grande Révolte ») ainsi que le motif central représentant un palmier-dattier à sept branches entre deux paniers de dattes,.

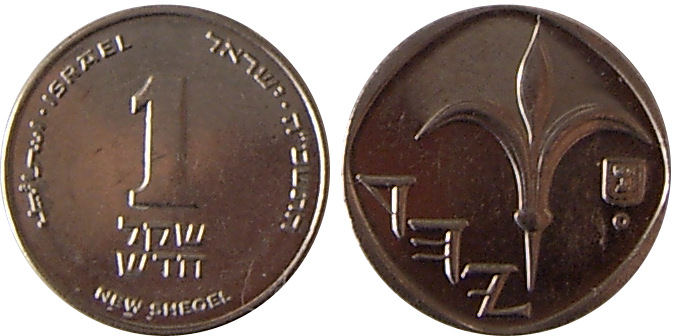
Pièce de 1 ש"ח.
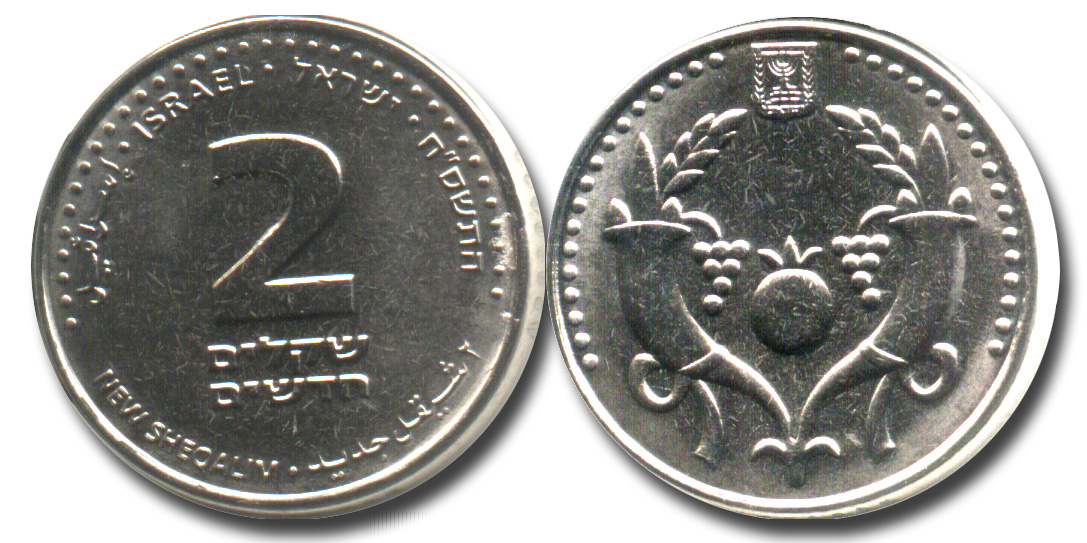
Pièce de 2 ש"ח.
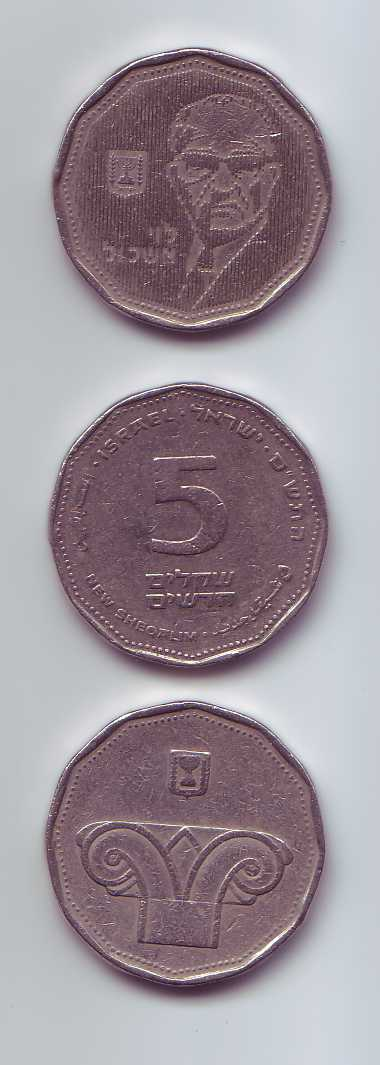
Pièces de 5 shekalim, dont une commémorant Levi Eshkol.
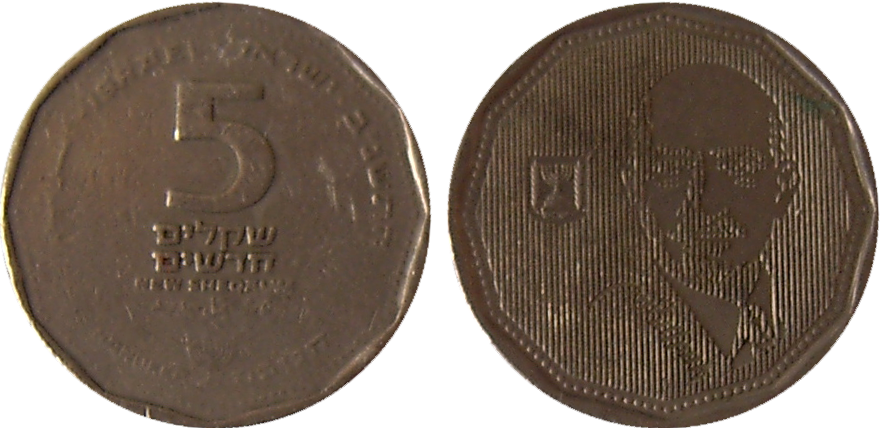
Pièce de 5 shekalim commémorative à l’effigie de Chaim Weizmann.
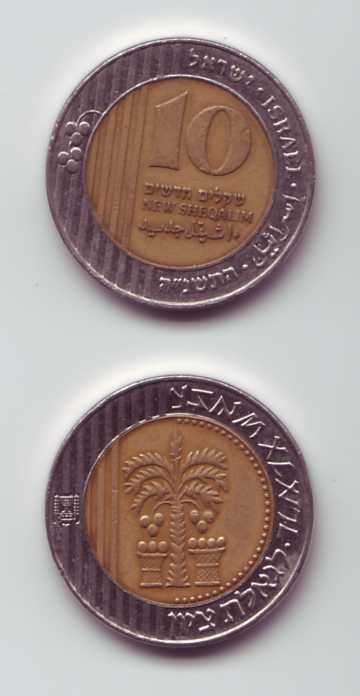
Pièce de 10 shekalim.

### Billets de banque

#### Première série
Il existe 4 billets qui ont exactement la même taille : 13,8 sur 7,1 cm :
- 20 shekalim (à l’effigie de Moshé Sharett au recto et la représentation de volontaires juifs de la Seconde Guerre mondiale au verso)
- 50 shekalim (à l’effigie de Shmuel Yosef Agnon au recto et son cahier, ses lunettes et son stylo sont représentés au verso avec Jérusalem et le mont du Temple en image de fond)
- 100 shekalim (à l’effigie de Yitzhak Ben-Zvi au recto et avec la représentation d’une synagogue de Peki'in (en) en Galilée au verso)
- 200 shekalim (à l’effigie de Zalman Shazar au recto et avec la représentation d’une rue de Safed au verso)
- les billets de 1, 5 et 10 shekalim qui existaient initialement ont été remplacés par les pièces correspondantes.
- un billet de 500 shekalim à l’effigie de Yitzhak Rabin avait été annoncé après son assassinat en 1995, mais la faible inflation a rendu inutile un billet d’une telle somme et il n’a donc jamais été produit.

Les billets mentionnent leur valeur en chiffres ainsi qu’en lettres hébraïques sur une face ; l’autre face indique le montant en chiffres ainsi que les textes : New Sheqalim et Bank of Israel en anglais et en arabe.
L’année de production suivant les calendriers hébraïque et grégorien y figure également, ainsi que quelques informations concernant le personnage représenté, du « microtexte » donnant la liste des ouvrages dont la personne représentée est l’auteur ; uniquement pour les quatre billets de la nouvelle série, et enfin des signatures.

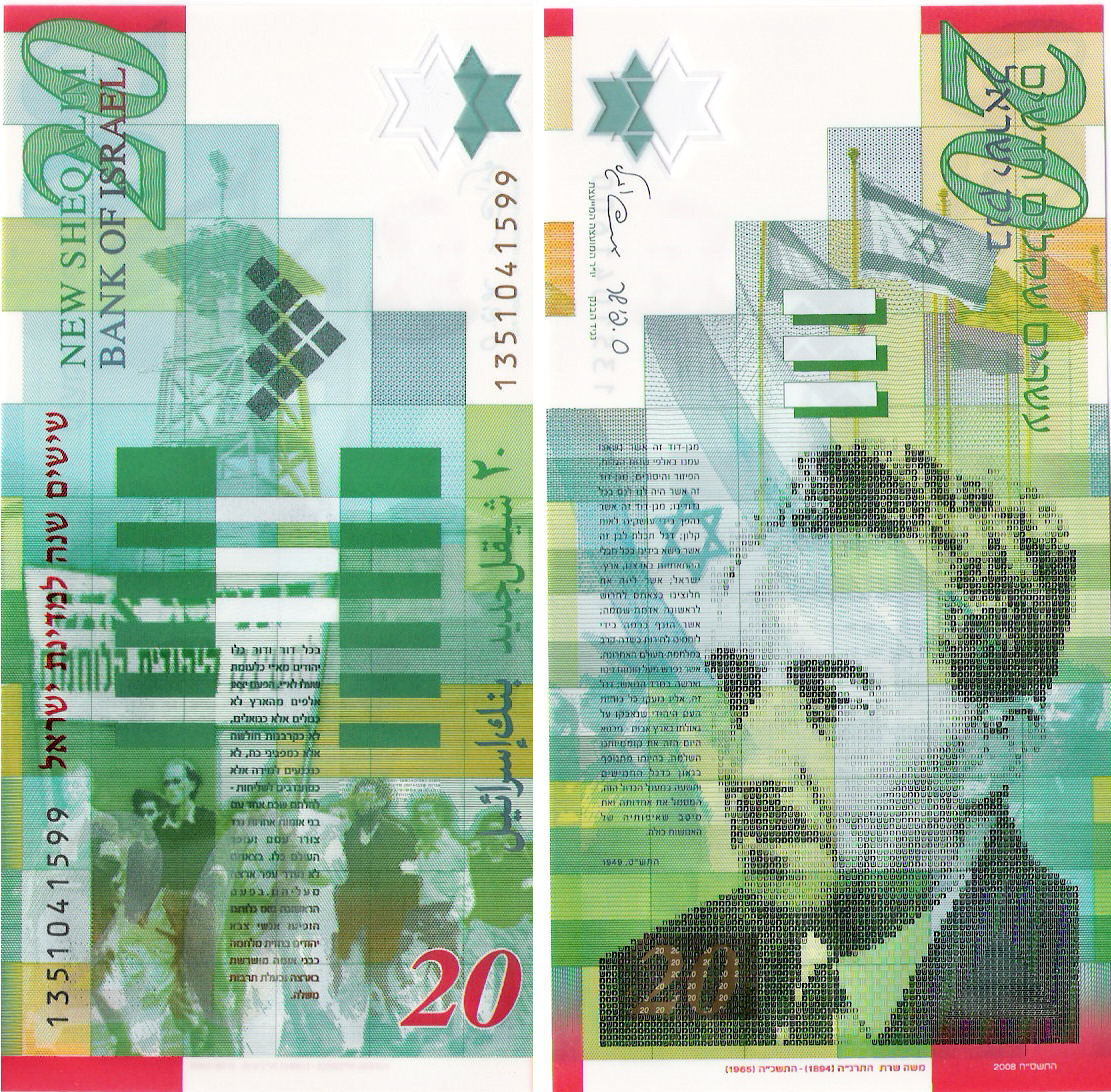
20 new sheqalim Moshé Sharett
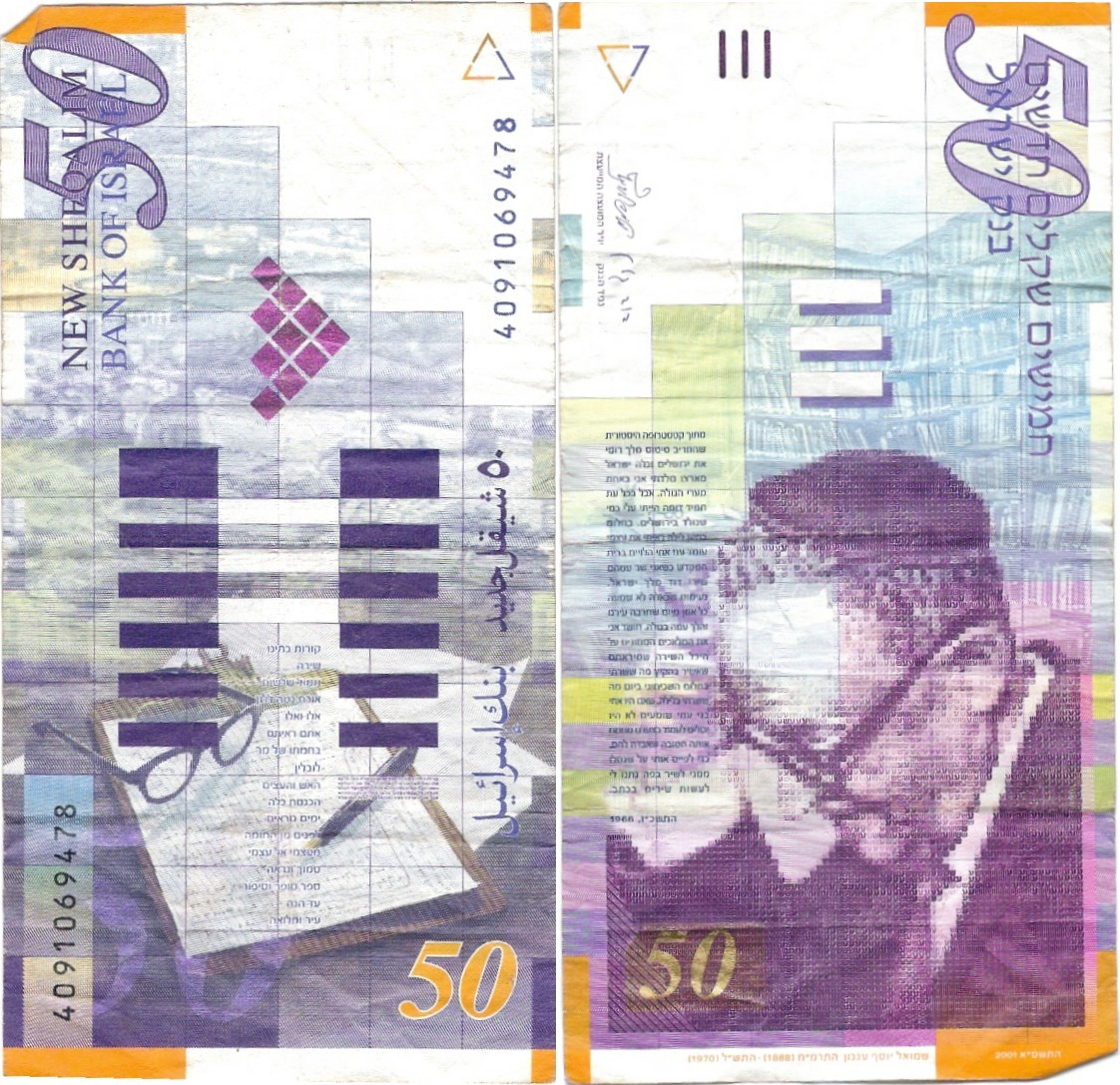
50 new sheqalim Shmuel Yosef Agnon
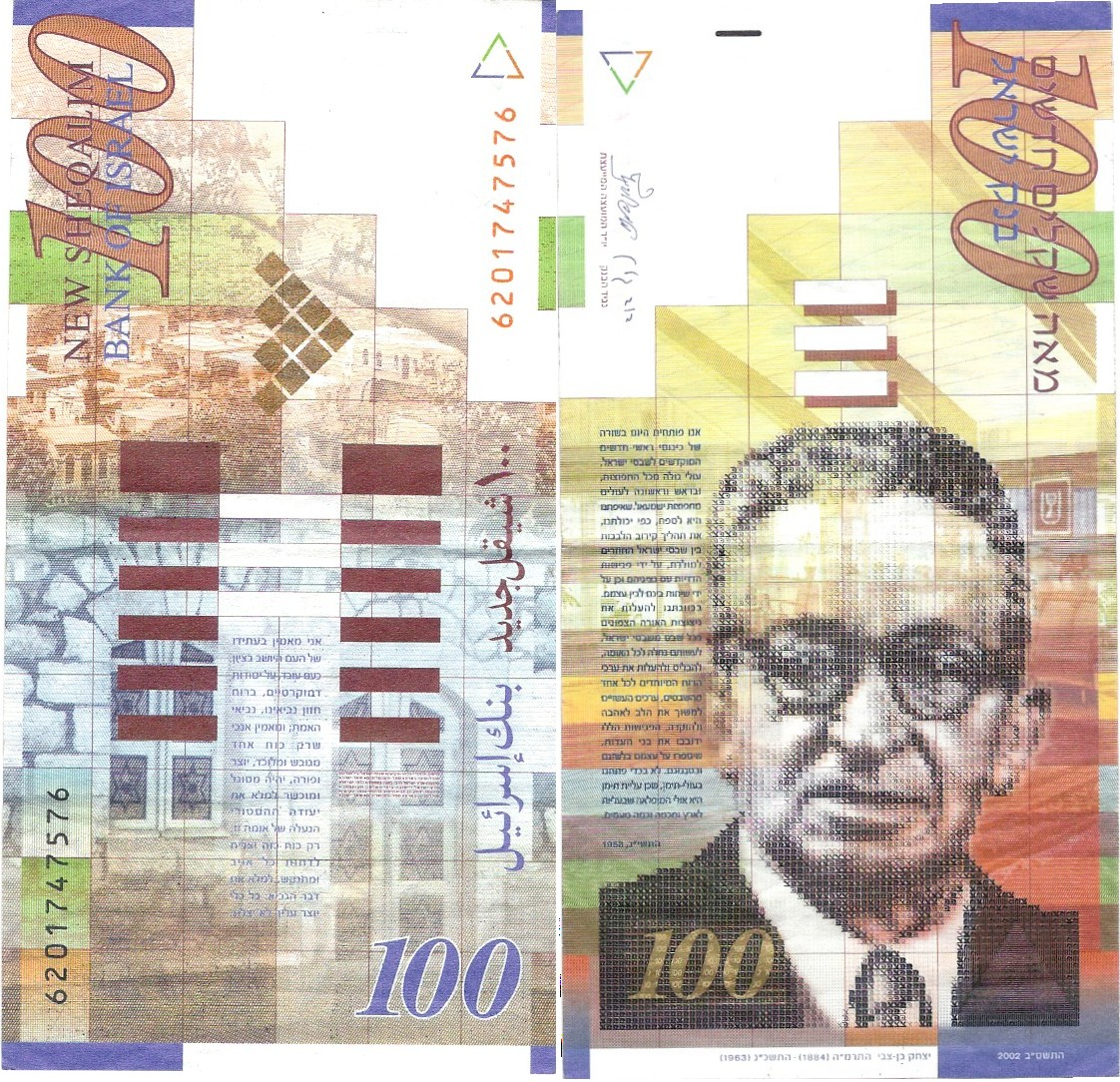
100 new sheqalim Yitzhak Ben-Zvi
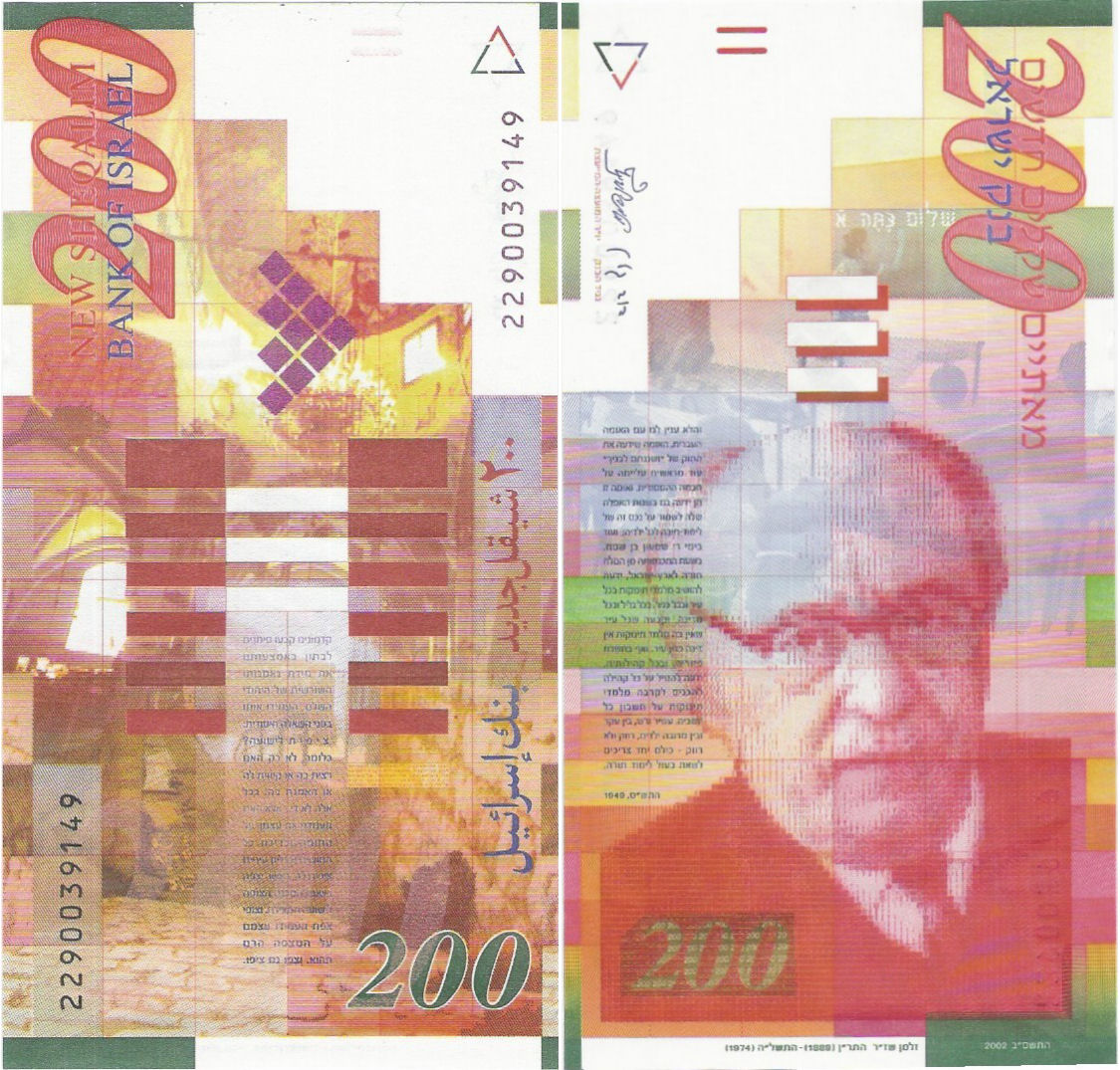
200 new sheqalim Zalman Shazar

#### Billet de 20 NIS en polypropylène
Le billet de 20 NIS existe en version papier, à gauche, et en plastique (polypropylène), à droite. Outre les signatures qui ne sont pas les mêmes, le billet en polypropylène présente dans sa partie blanche une étoile de David gravée sur un support transparent. Celle-ci n’est pas visible sur la photo. Le verso porte en sus l’inscription à l'encre rouge שישים שנה למדינת ישראל (« Soixante ans de l’État d’Israël »).

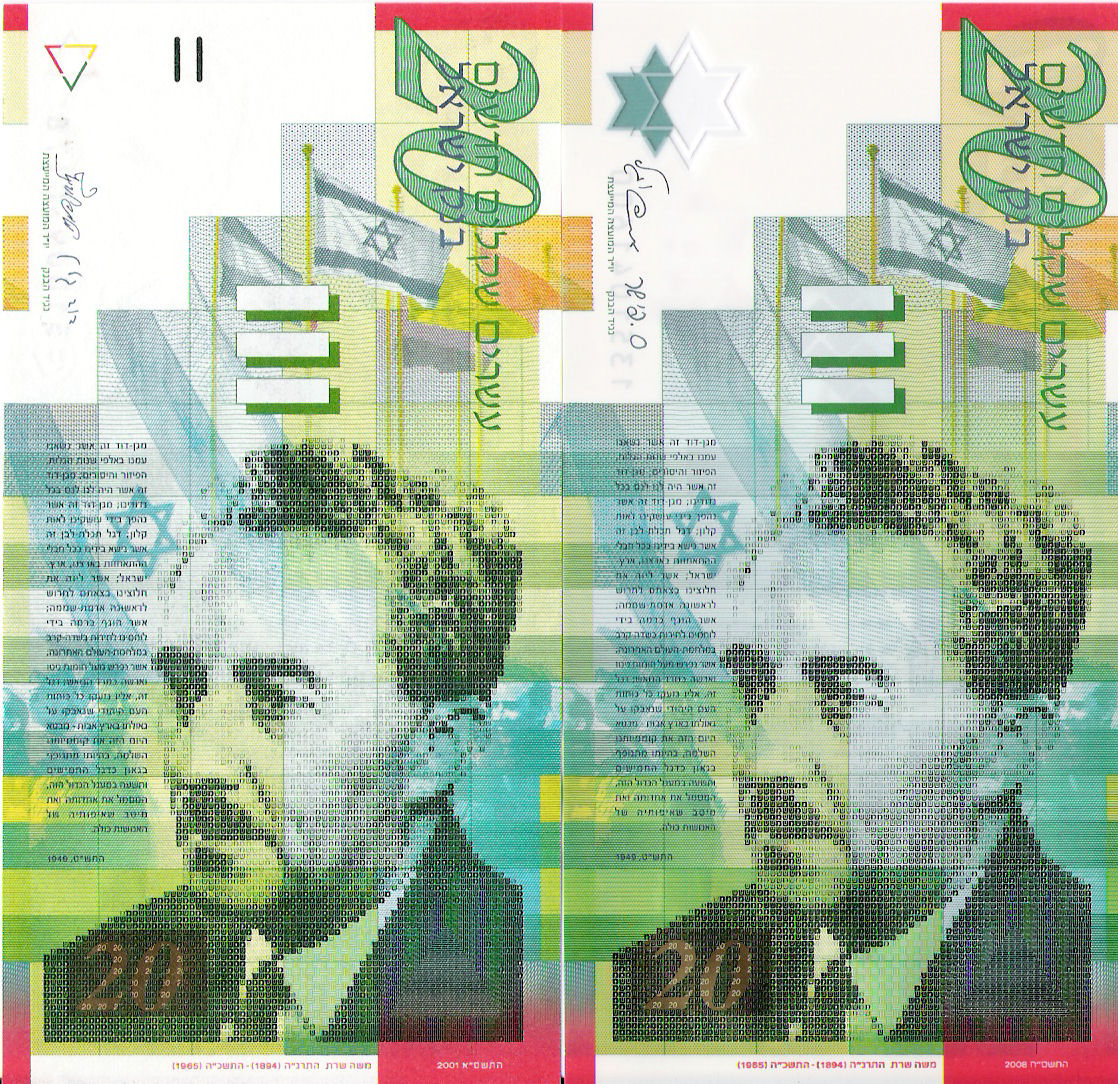
Recto des deux billets de 20 ILS, à gauche papier et à droite polypropylène.
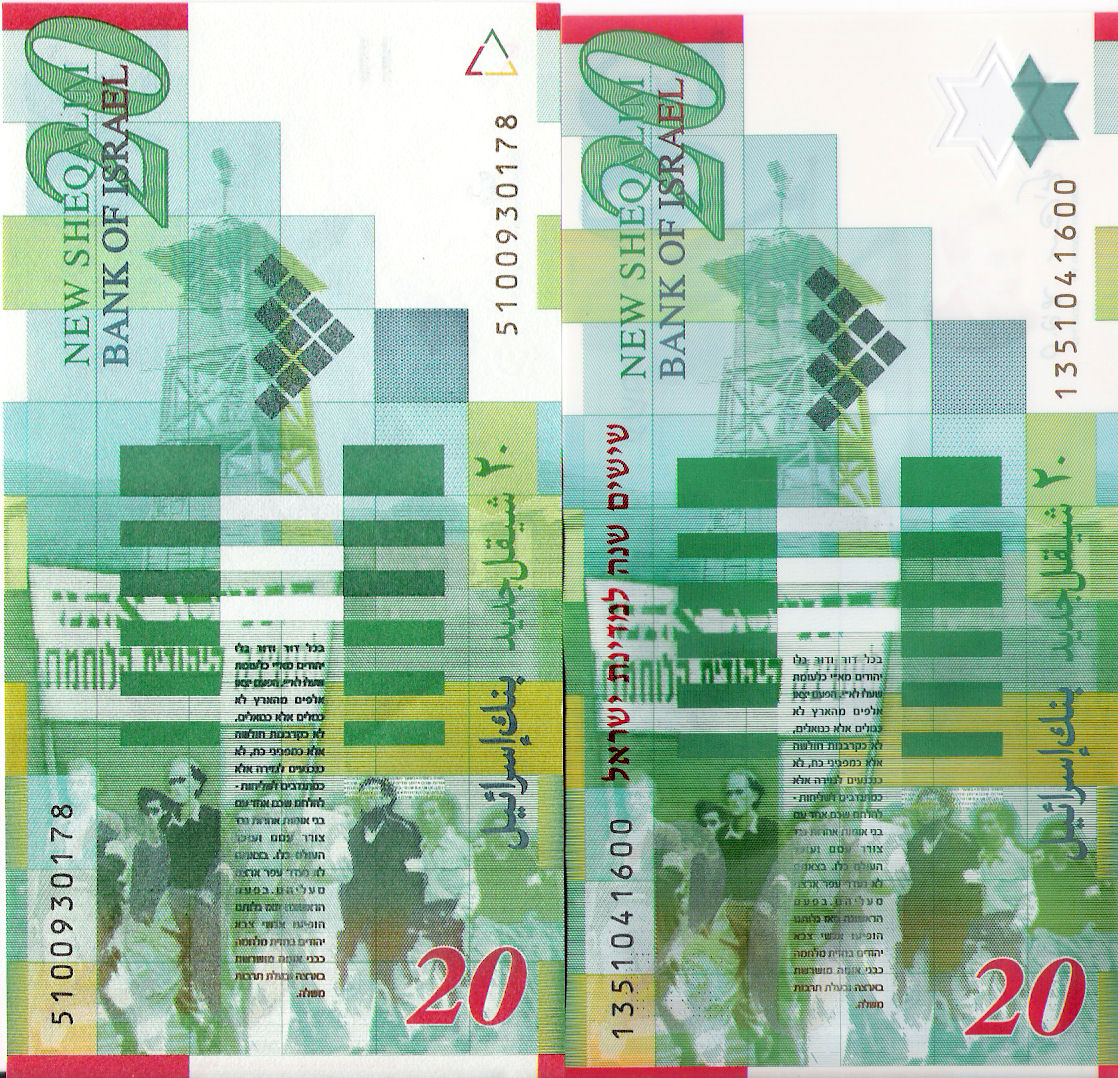
Verso des deux billets de 20 ILS, à gauche papier et à droite polypropylène.
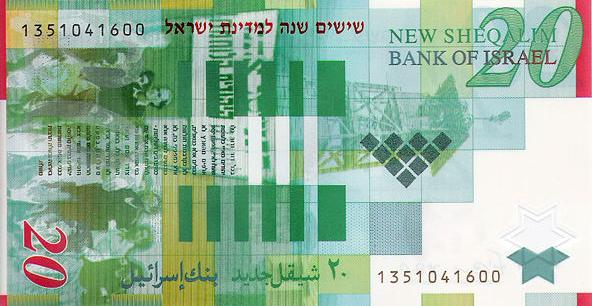
Un billet de 20 ש"ח, édition spéciale 60 ans d’Israël de 2008 avec l’inscription en rouge  שישים שנה למדינת ישראל.

#### Nouvelle série de billets (2014-2017)
Une nouvelle série est fabriquée à partir de 2014-2015[source insuffisante],[source insuffisante] par une nouvelle série C (3e série) Une première liste de personnalités a été proposée mais elle n'a pas été retenue. Il s'agissait de Begin, Rabin, Agnon et la poétesse Rachel[source insuffisante].
Le 14 novembre 2012, la Banque d'Israël a annoncé que la nouvelle série de billets est dans les dernières étapes de la conception. Les deux premiers billets, en coupures de 50 NIS et 200 NIS, devraient être émis au cours de 2014, et les deux autres dénominations, 20 NIS et 100 NIS, devraient être émis au début de 2015.
Le choix définitif des quatre personnalités figurant sur ces billets, Shaul Tchernichovsky (50 NIS), Rachel (20 NIS), Leah Goldberg (100 NIS) et Nathan Alterman (200 NIS)[source insuffisante], a donné lieu à une polémique en Israël, car ils sont tous les quatre ashkénazes et il n'y a pas un seul séfarade[source insuffisante].
Ces billets ne seront plus dans le sens vertical mais horizontal.
La couleur dominante de ces billets a également changé. Ainsi le billet de 50 NIS est vert au lieu de violet, tandis que le billet de 20 NIS qui était vert est rouge, et celui de 200 NIS qui était rouge est bleu.
Les anciens billets sont peu à peu retirés de la circulation à partir du 1er janvier 2018. La Banque d'Israël a prévenu la population des dates de fin de cours légal des billets de la première série. Le billet de 50 shekels de la première série est le premier à perdre définitivement son cours légal le 28 mai 2018.
| Troisième série de billets en nouveaux shekels | Troisième série de billets en nouveaux shekels | Troisième série de billets en nouveaux shekels | Troisième série de billets en nouveaux shekels | Troisième série de billets en nouveaux shekels                                                                                  | Troisième série de billets en nouveaux shekels                   | Troisième série de billets en nouveaux shekels |
| Image                                          | Valeur                                         | Dimensions                                     | Couleur                                        | Face | Dos                                                              | Date d'entrée en circulation                   |
| ---------------------------------------------- | ---------------------------------------------- | ---------------------------------------------- | ---------------------------------------------- | --- | ---------------------------------------------------------------- | ---------------------------------------------- |
|                                                | ₪20                                            | 129 × 71 mm                                    | Rouge                                          | Rachel Bluwstein; le poème Kinneret en micro-impression ; branches de palmier en arrière-plan                                   | Mer de Galilée ; morceau du poème Peut-être ce n'est rien…       | 23 November 2017                               |
|                                                | ₪50                                            | 136 × 71 mm                                    | Vert                                           | Shaul Tchernichovsky; le poème Oh, Ma terre, ma patrie en micro-impression ; citronnier et ses fruits en arrière-plan           | Chapiteau d'une colonne corinthienne ; morceau du poème Je crois | 16 septembre 2014                              |
|                                                | ₪100                                           | 143 × 71 mm                                    | Orange                                         | Leah Goldberg; le poème Dans le pays de mon amour les fleurs d'amandier en micro-impression ; fleurs d'amandier en arrière-plan | Un groupe de gazelles ; morceau du poème Jours blancs            | 23 novembre 2017                               |
|                                                | ₪200                                           | 150 × 71 mm                                    | Bleu                                           | Nathan Alterman; le poème Rencontre éternelle en micro-impression ; feuilles d'automne en arrière-plan                          | flore éclairée par la lune ; morceau du poème Musique du matin   | 23 décembre 2015                               |

## Change
Le shekel est librement convertible depuis le 1er janvier 2003.
Au 16 février 2009, un shekel valait 0,192 4 € et 1 € valait 5,197 8 shekalim (depuis cette date, 1 € fluctue autour de plus ou moins 4 shekalim). Au 24 avril 2019, l'euro vaut 4,050 7 shekalim .  
Le dollar américain est aussi utilisé officieusement en Israël, à cause des variations du cours du shekel.

Évolution du taux de change du shekel par rapport à l'Euro entre 2011 et 2018